# ジャック・エンジェル
ジャック・エンジェル（Jack Angel、1930年10月24日 - 2021年10月19日）は、アメリカ合衆国の男性声優、演出家、衣装デザイナー。

## 人物
カリフォルニア州モデストで、ギリシャ系移民の家庭に生まれる。バークレー・ハイ・スクールを経て、サンフランシスコ州立大学卒業。
1951年にアメリカ陸軍に入隊。基礎訓練後、幹部候補生学校を卒業。カリフォルニア州マーセドにあるKYOSのラジオでデビュー。サンフランシスコのKJBS、ネバダ州リノのKOLO、オレゴン州ポーランドのKEXと渡り歩いてコマーシャルプロデューサー、ラジオDJ、ラジオディレクターとして活動し、ポートランド時代に舞台俳優としての活動も開始。ロサンゼルスのKMPCでの仕事を経て声優としての活動を開始。
思い入れがある作品はニッキ役で出演したアニメーション映画『バルト』。テディの声で出演した実写映画『A.I.』。『A.I.』において、台詞の録音後、監督のスティーヴン・スピルバーグからの要望により台詞の差し替えが必要な場合に備え、三か月ほど撮影に立ち会った。
妻はタレント・エージェントでアーリーン・ソーントン・アソシエイツ&アソシエイツ代表のアーリーン・ソーントン。

## 出演作品

### テレビアニメ
1977年
- The All-New Super Friends Hour（ザ・フラッシュ、ホークマン）

1978年
- Challenge of the SuperFriends（ザ・フラッシュ〈初代〉、ホークマン、サムライ）

1981年
- スパイダーマン

1984年
- ボルトロン（ギング・ザーコン 他）

1985年
- スーパー・パワー・ギャラクティック・ガーディアンズ（ザ・フラッシュ、ホークマン、サムライ）
- 戦え!超ロボット生命体トランスフォーマー（アストロトレイン、オメガ・スプリーム、スモークスクリーン、ブレークダウン 他）

1986年
- 戦え!超ロボット生命体トランスフォーマー2010（ウルトラマグナス、サイクロナス〈2代目〉、アストロトレイン、ラムジェット、オメガスプリーム、クインテッサ星人 他）
- 地上最強のエキスパートチーム G.I.ジョー（ウェット・スーツ）

1987年
- ダックテイルズ（清算人）
- トランスフォーマー ザ・リバース（ウルトラマグナス、サイクロナス、アルカナ）

1986年
- ジェム!（ジェムの父）
- スーパーマン

1989年
- ミュータント・ニンジャ・タートルズ（レックス・ワン）

1990年
- ダックにおまかせ ダークウィング・ダック（リキッデーター）
- テイルスピン（アッシャー）
- ピーターパン&カリビアン（クック船長）

1991年
- ウォーリーをさがせ!

1992年
- パパはグーフィー（警察官）

1996年
- キャスパー（ドラキュラ）
- クワック・パック
- マスク・アニメーション（MP）

1997年
- スパイダーマン（ニック・フューリー〈2代目〉）

2000年
- ヘイ・アーノルド!（チャップリン）

2005年
- アバター 伝説の少年アン（海賊）
- ジェニーはティーン☆ロボット（男、サグ2）
- ビリー&マンディ（メインコンピューター、ロボット）

2006年
- ベン10（テクノーグ）

2009年
- カーズトゥーン メーターの世界つくり話
- バットマン:ブレイブ&ボールド（歌声）

2015年
- ぼくはクラレンス!（ハワード）

### 劇場アニメ
1986年
- トランスフォーマー ザ・ムービー（アストロトレイン、ラムジェット）

1989年
- リトル・マーメイド

1990年
- ビアンカの大冒険 ゴールデン・イーグルを救え!
- ダックテイル・ザ・ムービー/失われた魔法のランプ

1991年
- 美女と野獣（酒場の男）

1992年
- アラジン

1995年
- トイ・ストーリー（ロッキー、ミスター・シャーク）
- バルト（ニッキ）

1996年
- ノートルダムの鐘

1997年
- ヘラクレス

1999年
- アイアン・ジャイアント（ナレーター）
- ターザン（サル）
- トイ・ストーリー2
- バグズ・ライフ（ハエ）

2001年
- アトランティス 失われた帝国（トラック運転手）
- モンスターズ・インク（モンスターワールド住民）

2002年
- 千と千尋の神隠し（おしら様）
- トレジャー・プラネット（ロボット2、海賊）
- リロ・アンド・スティッチ

2003年
- ファインディング・ニモ（ヨハンソン）

2005年
- マダガスカル
- 紅の豚（パイロット）

2006年
- アイス・エイジ2

2007年
- カーズ（車）

2008年
- ホートン/ふしぎな世界のダレダーレ

2009年
- ATOM
- くもりときどきミートボール

2010年
- トイ・ストーリー3（チャンク）

2011年
- カンフー・パンダ2

2012年
- ロラックスおじさんの秘密の種

2013年
- 怪盗グルーのミニオン危機一発
- モンスターズ・ユニバーシティ

2014年
- ナッツジョブ 〜サーリー&バディのピーナッツ大作戦!〜

2019年
- アングリーバード2（ADRループグループ）

### OVA
1987年
- GIジョー ザ・ムービー（ウェット・スーツ）

### ゲーム
1998年
- バグズ・ライフ（ボコ）

2002年
- ラチェット&クランク（市長）

2005年
- killer7（ナレーター）

2006年
- Gothic 3'
- Titan Quest

2007年
- スプリームコマンダー
- パイレーツ・オブ・カリビアン/ワールド・エンド（キャプテン・ティーグ）

2008年
- Aion: The Tower of Eternity

2009年
- Watchmen: The End Is Nigh

2010年
- トイ・ストーリー3（チャンク）

2012年
- The Darkness II

### 実写映画
1975年
- ファニー・レディ（ラジオアナウンサーの声）

1977年
- 爆笑!世紀のスター誕生（レコードの声）

1983年
- トレンチコート 危険な追跡（誘拐犯の声）

1988年
- スペース・エイド（クリーチャーの声）

1991年
- フック（海賊の声）

1992年
- ビートルジュース（伝道師の声）

1993年
- ティックス（声の出演）

1997年
- フィフス・エレメント（エイリアンの声）

2001年
- A.I.（テディの声）
- スパイキッズ（声の出演）

2010年
- Sex Tax: Based on a True Story（予告編ナレーション）

2013年
- I Know That Voice（本人出演）
- ディス・イズ・ジ・エンド 俺たちハリウッドスターの最凶最期の日（ルーピングボイスタレント）

### テレビドラマ
1973年
- 600万ドルの男（オペレーターの声）
- ヤング・アンド・ザ・レストレス（クライン裁判官）

1986年
- クライム・ストーリー（ナレーター）

1987年
- ハリーとヘンダスン一家（実況アナウンサーの声）
- 世にも不思議なアメージング・ストーリー（声）

1997年
- 愉快なシーバー家（テレビの声）

2008年
- Scrubs〜恋のお騒がせ病棟（病棟アナウンス）

### CM
- マテル（ナレーション）

### その他
2002年
- The Sound of 'AI'（テディの声）
- The Robots of 'AI'（本人出演）

2009年
- The Headmasters: Voicing the Robots in Disguise（本人出演）

## 著作
- How to Succeed in Voice-Overs: Without Ever Losing book（2012年）